# ВЕС Ангольт
ВЕС Анхольт (дан. Anholt Havmøllepark) — данська офшорна вітрова електростанція, споруджена в 2013 році у протоці Каттегат, яка з'єднує Балтійське та Північне моря. На момент спорудження найпотужніша ВЕС країни.

## Історія
Місце для розміщення ВЕС обрали між півостровом Ютландія та островом Анхольт, за 15 та 20 км від них відповідно. Тут наприкінці 2011 року плавучий кран «Svanen» розпочав встановлення монопаль діаметром 5,35 метра. Кожна з них мала довжину від 37 до 55 метрів та вагу від 267 до 460 тон. Перехідні елементи, до яких потім кріпляться башти вітроагрегатів, встановлювало на монопалі судно Jumbo Javelin. Кожен такий елемент має 15 метрів у висоту та вагу 170 тон.
Враховуючи велику кількість вітроагрегатів, будівельний період скоротили завдяки залученню одразу кількох спеціалізованих суден, які здійснювали доставку і монтаж турбін. Розпочало ці роботи у вересні 2012-го судно Sea Power, а потім до нього приєднались Sea Worker, Sea Installer та Sea Jack. Це дозволило вже влітку наступного року ввести станцію в експлуатацію.
Особливістю ВЕС Анхольт стала конструкція фундаменту її трансформаторної підстанції. Замість традиційної великої гратчастої опори («джекету»), яка кріпиться до паль, тут використали гравітаційну споруду із застосуванням плавучого бетонного понтону. На нього в порту змонтували перехідний «джекет» вагою 555 тон, після чого відбуксирували до місця будівництва та затопили (встановили) на підготованому майданчику. Це дозволило уникнути залучення на даному етапі плавучого країну великої вантажопідйомності. В подальшому такий кран Stanislav Yudin все-таки знадобився, але лише для встановлення на «джекет» надбудови («топсайду») вагою 1600 тон. Нарешті, згадане вище судно Sea Power змонтувало три трансформатори офшорної підстанції.
Видача продукції на суходіл відбувається через головний експортний кабель завдовжки 25 км, який працює під напругою 220 кВ. Його прокладання здійснило кабельне судно Henry P. Lading.
Вітроелектростанція, розташована на площі 88 км2, складається із 111 вітрових турбін Siemens типу SWT 3.6-120 з одиничною потужністю 3,6 МВт та діаметром ротору 120 метрів. Вони встановлені на баштах висотою 82 метри в районі з глибинами моря від 15 до 19 метрів. 
Проект спільно реалізували енергетична компанія DONG (50%), а також PensionDanmark (30%) і PKA (20%).